# Anprobe

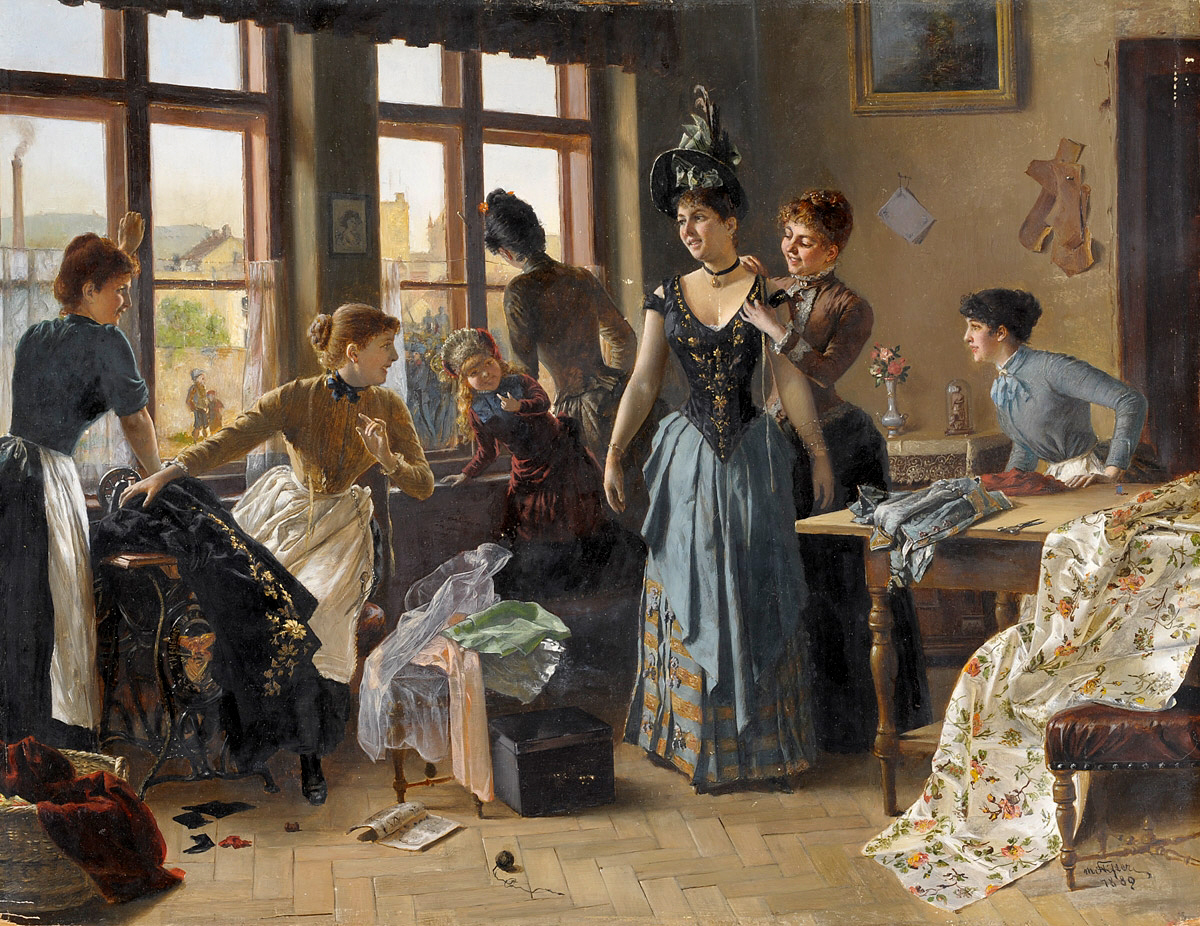
Das neue Kleid, Gemälde von Moritz Stifter, 1889

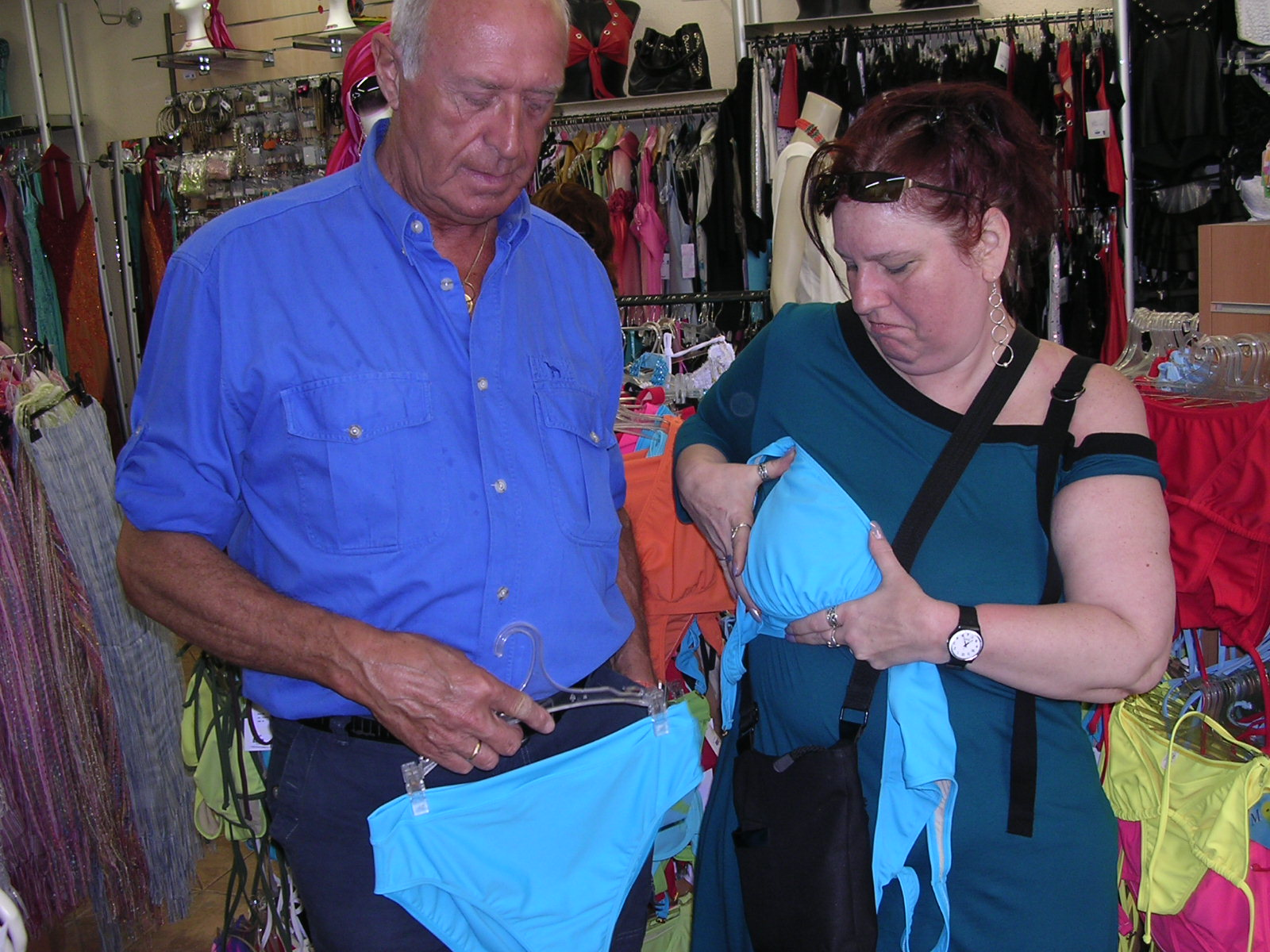
Anprobe in Benidorm, 2005

Die Anprobe oder auch das Anprobieren bezeichnet heute in der Regel das Testen von Bekleidung und Schuhen, um die Ware vor dem Kauf vor allem in Bezug auf die Passform, aber auch auf ihre Gesamtbeschaffenheit auszuprobieren.
Der Begriff kommt aus dem Schneiderhandwerk. Es war üblich, die Teile zweimal während der Anfertigung an dem Kunden oder der eigens dafür gefertigten Schneiderbüste zu probieren, um den Zuschnitt zu überprüfen und den bei Maßarbeit heute nicht mehr erreichten Qualitätsstandard der Passform sicherzustellen. Anproben konnten nur von eigens ausgebildeten Zuschneider oder Schneidermeistern durchgeführt werden. Der Kunde kann z. B. die für die Passform und Funktionalität überaus wichtige Passform des Rückens nicht selbst überprüfen.
Die Anprobe ist für Kunden ein wichtiges Kriterium für die Wahl eines bestimmten Vertriebsweges. So hat man in Bekleidungsgeschäften oft die Möglichkeit, die Ware in einer Umkleidekabine anzuprobieren, was beim Versandhandel nicht so einfach möglich ist.
Das Anprobieren von Kleidungsstücken ist zwar auch bei Versandware grundsätzlich gestattet, jedoch bei Nichtgefallen mit Aufwand für die Rücksendung verbunden. Ein Kunde darf für das Probetragen von Kleidung nicht zur Kasse gebeten werden, selbst dann nicht, wenn dadurch bestimmte Gebrauchsspuren zu erkennen oder Verpackungen geöffnet sind. Entscheidend bei der Anprobe ist, dass die Ware nicht beschädigt wird und bei Nichtgefallen anderen Interessenten als Neuware angeboten werden kann.
Jedoch nutzen zunehmend die Kunden den Umstand aus, dass sie – anders als im Verkaufsladen – das Bekleidungsstück über einen längeren Zeitraum in Abwesenheit des Eigentümers besitzen. Sie kalkulieren vor dem Kauf ein, die Kleidung kurzzeitig in der Öffentlichkeit zu tragen und dann wieder zurückzugeben. Um dieser Vorgehensweise vorzubeugen, wird Retourware von den Versandhäusern sehr genau kontrolliert. So werden Kleidungsstücke beispielsweise auf Sitzfalten untersucht, die nur vom längeren Tragen und nicht vom Anprobieren stammen können. Teilweise versehen die Warenhäuser ihre Kleidung auch mit auffälligen Siegeln oder Aufklebern, die beim Tragen in der Öffentlichkeit unübersehbar sind. Wer diese entfernt, verliert sein Rückgaberecht.
Versandhäuser, die ihre Ware auch über das Internet vertreiben, bieten oft eine sogenannte virtuelle Anprobe oder digitale Anprobe an. Hierbei werden die ausgewählten Kleidungsstücke auf ein eingesandtes Foto des Kunden projiziert.